# Zaire Barnes
Zaire Barnes (Mundelein, Illinois; 3 de septiembre de 1999) es un jugador profesional estadounidense de fútbol americano, se desempeña en la posición de linebacker en New York Jets, en la National Football League (NFL).

## Carrera
Hizo su debut profesional con el equipo New York Jets, lleva jugando una temporada, comenzó en el 2023.